# Spider (krater)
Spider – krater uderzeniowy w stanie Australia Zachodnia, w odludnej części regionu Kimberley. Nazwa krateru pochodzi od kształtu niezwykłej formacji skalnej w jego centrum, która powstała w wyniku erozji piaskowcowej kopuły stanowiącej wzniesienie centralne krateru.

## Historia badań

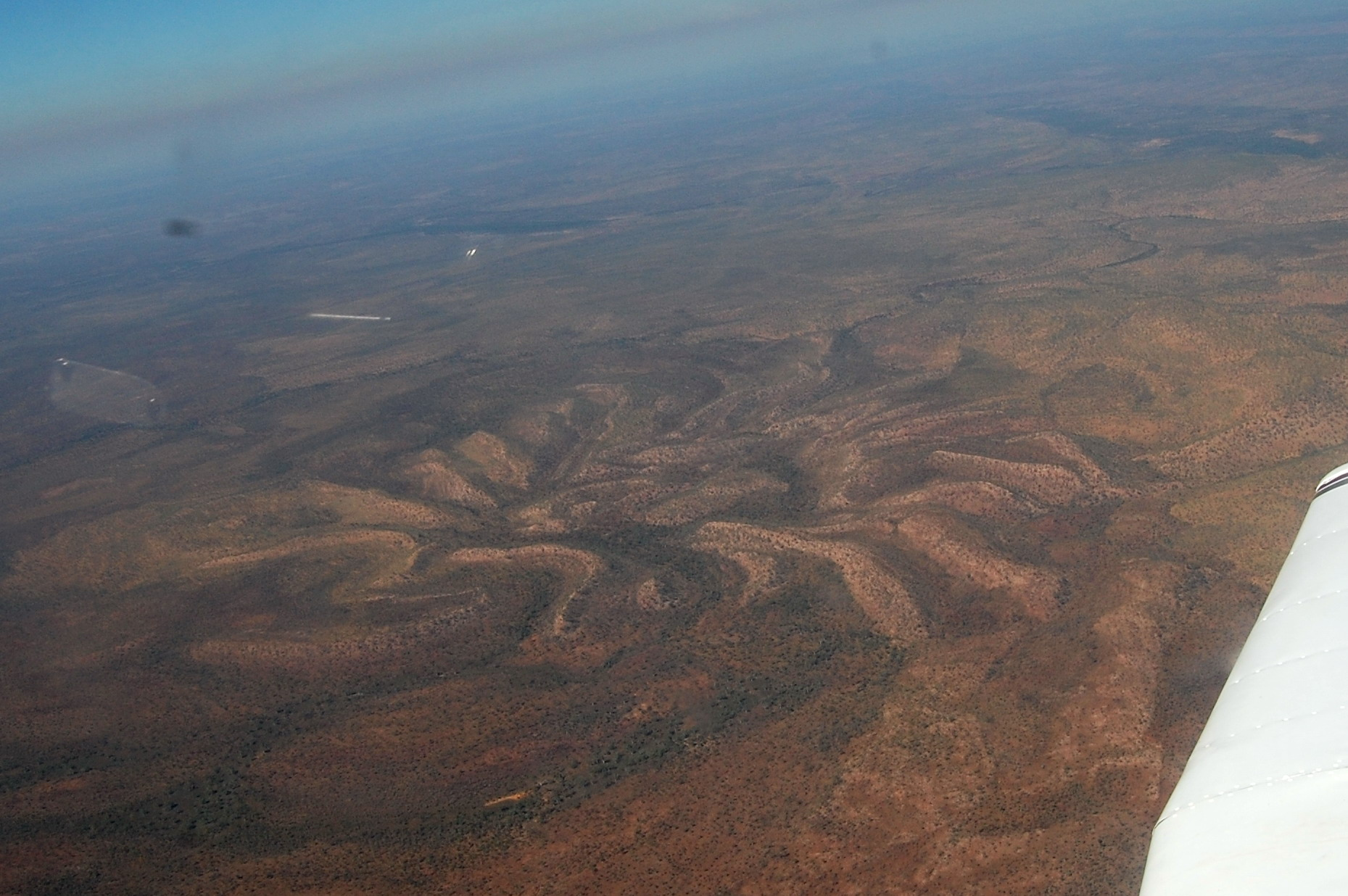
Zdjęcie lotnicze centralnej części struktury

Po raz pierwszy formację skalną o kształcie pająka rozpoznał na zdjęciach lotniczych J.E. Harms, w latach 50. XX wieku. W 1977 roku została ona poddana bezpośrednim badaniom geologicznym. Stwierdzono występowanie stożków zderzeniowych, będących charakterystyczną cechą struktur o genezie impaktowej, jednak Harms nie zdecydował się na jednoznaczne stwierdzenie, że jest to krater meteorytowy, uznając za niewykluczoną hipotezę o pochodzeniu wulkanicznym. W latach 80. XX wieku Eugene Shoemaker i Carolyn Shoemaker badali tę strukturę, wykonując szczegółowe mapy terenu. Dalsze informacje przyniosły zdjęcia satelitarne.

## Krater
Krater Spider ma współcześnie wymiary 13 × 11 km; mogły one ulec zmniejszeniu w stosunku do pierwotnych na skutek erozji. Deformacje skał związane z impaktem rozciągają się na obszarze o wymiarach 15 × 11,5 km. Krater ten powstał w proterozoiku, w skałach osadowych (piaskowcach), co najmniej 570 milionów lat temu. Powstał on w synklinie Mt Barnett, którą utworzyły ruchy górotwórcze Yampi, mające miejsce 900 milionów lat temu, co pozwala nałożyć także górne ograniczenie na jego wiek.
Charakterystyczne wzniesienie centralne powstało wskutek zerodowania nasuniętych łusek skalnych, w wyniku czego utworzył się system „pajęczych nóg”.